# Ian Bastow
Ian John Bastow (sinh ngày 12 tháng 8 năm 1971) là một cựu tiền vệ bóng đá người Anh. Hiện tại ông là huấn luyện viên đội một của đội bóng non-league Upton Athletic.
Ông bị Taunton giải phóng vào tháng 6 năm 2003.